# チジョーワ・マリナ
チジョーワ・マリナ（1983年9月16日 - ）はロシア人の女性タレントで通訳、国際ビジネスアドバイザー、非常勤講師として活躍中。
1983年にシベリアの町に生まれる。イギリスに留学後、シベリア連邦大学 、外国語学部で日本語を専攻。その間、ロシアの全国新聞や雑誌でのフリーランス記者として活躍。2004年に日本文部科学省の試験に合格し、大阪外国語大学（現：大阪大学）に留学。
2009年に「Vokrug Sveta」というロシア大手の出版社としては初となる、
ロシア人著作の日本のガイドブック「日本ガイド」を出版する。
2015年8月、大学時代、日本に留学していた経験を綴ったエッセイ『おジャマしていいですか!?』を出版しました。

## 参考
- 舞夢プロ - 大阪タレント名鑑

| スタブアイコン | サブスタブ | この項目は、まだ閲覧者の調べものの参照としては役立たない、人物に関連した書きかけの項目です。この項目を加筆・訂正などしてくださる協力者を求めています（P:人物伝/PJ:人物伝）。 |